# U.S.C.H!
U.S.C.H! je třetí studiové album finské industrial metalové kapely Turmion Kätilöt. Bylo vydáno 11. června 2008. Singl z alba, Minä Määrään, byl vydán 21. května 2008. Skupina začala spolupracovat s labelem Raha Records.
"U.S.C.H!" je zkratka pro "Ultimate Synthetic Corrosion Helter-Skelter" (Poslední syntetická překotná koroze).

## Seznam skladeb
| Pořadí | Název             | Délka |
| ------ | ----------------- | ----- |
| 1.     | Vuosi 2008        | 2:06  |
| 2.     | U.S.C.H.!         | 3:29  |
| 3.     | Pakanamaan Kartta | 3:33  |
| 4.     | Kuolleitten Laulu | 1:29  |
| 5.     | Paha Musta Veri   | 3:45  |
| 6.     | Minä Määrään      | 3:26  |
| 7.     | Destination Hades | 1:28  |
| 8.     | Kuoleman Päivä    | 4:12  |
| 9.     | Arise             | 3:43  |
| 10.    | Shuttle to Venus  | 3:28  |

## Singly

### Minä Määrään
1. "Minä Määrään" – 03:27
2. "Shuttle to Venus" – 03:29